# Erin McKean
Erin McKean (1971) é uma lexicógrafa estadunidense. É conhecida principalmente por ter fundado o dicionário online Wordnik. Foi também a editora responsável pela segunda edição do New Oxford American Dictionary.